# Pityopsis
Pityopsis là một chi thực vật có hoa trong họ Cúc (Asteraceae).

## Loài
Chi Pityopsis gồm các loài: